# ツバサ-RESERVoir CHRoNiCLE-
『ツバサ-RESERVoir CHRoNiCLE-』（ツバサ レザヴォア クロニクル）は、『週刊少年マガジン』にて2003年から2009年まで連載されたCLAMPによる漫画作品である。続編である『ツバサ-WoRLD CHRoNiCLE-ニライカナイ編』についてはそちらを参照のこと。2021年8月時点で累計発行部数は2000万部を記録している。

## 概要
「サクラの記憶の羽根」を求め、様々な異世界を冒険する冒険活劇。スター・システムとハイパーリンクを採用、他のCLAMP作品から様々なキャラクターが多数登場しており、『XXXHOLiC』とは所々話が繋がっている。旅の余談や羽根とは関係のない世界を描いた番外編『ツバサ-語られなかった世界-』が本誌および関連雑誌に何度か掲載された。
異世界はバラエティーに富んだパラレルワールドであり、世界間を移動できない登場人物の役割が世界によって異なるのが特徴である。いわゆる「多重世界」であり、侑子の世界にいるさくら&小狼と本作のさくら&小狼の魂は同じである。ツバサ-RESERVoir CHRoNiCLE-の登場人物では、そのように魂を同じくする者同士の関係を「異世界の同一人物」「同じだけれど違う人」と表現している。
ビィートレインの制作によるテレビアニメ『ツバサ・クロニクル』はNHK教育テレビで2005年4月9日から2005年10月15日まで第1シリーズが、2006年4月29日から2006年11月4日まで第2シリーズが放送された。また、2005年8月20日には、Production I.Gの制作、松竹の配給による『劇場版ツバサ・クロニクル 鳥カゴの国の姫君』が公開された。他にProduction I.Gの制作によるオリジナルアニメーションDVD作品として、本作の東京編を原作とした『ツバサ TOKYO REVELATIONS』が、第21巻&第22巻&第23巻の初回限定版として発売された。さらに、その第二弾『ツバサ 春雷記』が第26巻&第27巻の初回限定版として発売された。
reservoir（仏→英）は、（主に液体を）貯蔵･保管する場所や物を意味する。chronicle（英）は、起きた事柄を記録したものを意味する。
2014年8月20日に講談社より出版・発売された「マガジンSPECIAL No.9」から、『ツバサ-RESERVoir CHRoNiCLE-』の続編にあたる作品『ツバサ-WoRLD CHRoNiCLE-ニライカナイ編』が連載開始された。この作品は『XXXHOLiC』の続編である『XXXHOLiC・戻』第3巻から物語が繋がる形で連載が始まった。詳しくは『ツバサ-WoRLD CHRoNiCLE-ニライカナイ編』を参照。

## あらすじ
考古学者の卵・小狼と玖楼国の姫・サクラは幼馴染。2人は身分に関係なく、互いに惹かれ合っていた。ある日、サクラに秘められた力を手に入れようとする飛王・リードの陰謀により、サクラの記憶は無数の羽根と化して異世界へ飛び散る。瀕死に陥ったサクラを救い記憶を取り戻すには、飛び散った羽根をサクラの体に戻すしかない。しかし異世界へ移動する力を何度も使えるのは、唯一、異世界にいる次元の魔女と呼ばれる人物のみだった。
玖楼国の神官・雪兎により次元の魔女（『XXXHOLiC』の壱原侑子）の元へ送られた小狼は、知世姫によって日本国から送られた忍者・黒鋼、自ら次元移動魔術を使ってセレス国からやってきた魔術師・ファイ・D・フローライト（通称：ファイ）と出会う。2人もそれぞれの事情により何度も次元を渡る力を必要としていた。次元を渡る力を得る対価は、3人でひとつの手段を共有し一緒に旅すること、それぞれの最も大切なものを渡すことだった。3人は条件をのみ、それぞれ最も大切なものを次元の魔女へ対価として支払う。黒鋼は破魔刀「銀竜」、ファイは魔力を抑える刺青、そして小狼はサクラとの関係性（サクラの記憶の中にある、小狼との記憶）。こうして異世界を渡り歩く能力を持つ生物モコナ＝ソエル＝モドキ（通称：モコナ）を得た一行は、それぞれの願いを叶えるために、異世界を渡る過酷な旅を始めることになる。
4人と1モコナが訪れた最初の国・阪神共和国で小狼が目覚めたとき、ファイはサクラの記憶の羽根が小狼に引っかかっていたことに気づき、すぐにサクラの身体の中に戻し、サクラは一命をとりとめた。サクラの記憶の羽根から魔力が放たれていることに気が付いたモコナは、サクラの記憶の羽根が訪れた世界にあるかどうかわかるかもしれないこと、そして最初の国・阪神共和国にサクラの羽根があることを感じ取った。小狼たち一行は、サクラの記憶の羽根を取り戻すべく、旅を始めるのであった。
モコナの能力で一行が訪れた異世界はどこも、サクラの記憶の羽根の持つ強大な魔力によって何らかの異変が起きていた。ある世界では領主が羽根の力で人々を支配し、別の世界では羽根の力が人助けのために使われ、また別の世界では貴重なエネルギーとして争奪の的になっていた。それらの難題を一行は解決し、次々と羽根を取り戻していく。
次々に明らかになっていく小狼・サクラ・黒鋼・ファイの過去や正体、もう一人の『小狼』『サクラ』の存在、四月一日君尋（『XXXHOLiC』）との関係、飛王・リードの思惑と次元の魔女の想い、クロウ・リードの存在。
多くの異世界にサクラの記憶の羽根を飛び散らせ、多くの異世界に異変を起こし、様々な世界を旅させ記憶させたサクラの「次元を超える力を持った身体」を手に入れ、一行に様々な異世界を旅させて「世界の理」を崩し、この世で絶対的に変わることのない「死者は蘇らない」という理を覆すことこそ、飛王・リードの目的であった。

## 書誌情報

### 日本国内での発売
単行本は28巻で完結。通常版と、扉絵、カバー、紙の材質などが通常版とは異なる豪華版の2種類が、いずれも講談社より発売されている。なお、第21巻、第22巻、第23巻、第26巻、第27巻はオリジナルアニメを収録したDVDをセットにした初回限定版が併せて発売された（オリジナルアニメに関してはオリジナルアニメーションDVDの項を参照）。

#### 単行本
- CLAMP 『ツバサ-RESERVoir CHRoNiCLE-』 講談社〈講談社コミックス〉、全28巻
  1. 「守って見せる。愛するキミを。」2003年8月10日発売[6]、ISBN 4-06-363277-6
    - 「豪華版」同日発売[7]、ISBN 4-06-364522-3

  2. 「キミのために、強くなる。」2003年10月16日発売[8]、ISBN 4-06-363306-3
    - 「豪華版」2003年10月17日発売[9]、ISBN 4-06-364530-4

  3. 「おれはキミを、わすれない。」2003年12月16日発売[10]、ISBN 4-06-363322-5
    - 「豪華版」2003年12月17日発売[11]、ISBN 4-06-364536-3

  4. 「キミといる未来のために。」2004年2月15日発売[12]、ISBN 4-06-363338-1
    - 「豪華版」同日発売[13]、ISBN 4-06-364550-9

  5. 「君を照らす光が欲しい。」2004年4月15日発売[14]、ISBN 4-06-363363-2
    - 「豪華版」2004年4月16日発売[15]、ISBN 4-06-364561-4

  6. 「ゆずれない想いがある。」2004年6月16日発売[16]、ISBN 4-06-363393-4
    - 「豪華版」2004年6月17日発売[17]、ISBN 4-06-364576-2

  7. 「二人なら、どこへでも行ける。」2004年8月13日発売[18]、ISBN 4-06-363416-7
    - 「豪華版」2004年8月14日発売[19]、ISBN 4-06-364590-8

  8. 「恐れるものは 何もない！」2004年11月16日発売[20]、ISBN 4-06-363452-3
    - 「豪華版」2004年11月17日発売[21]、ISBN 4-06-364606-8

  9. 「この想いだけが 生きる証―」2005年2月16日発売[22]、ISBN 4-06-363485-X
    - 「豪華版」2005年2月17日発売[23]、ISBN 4-06-364626-2

  10. 「キミだけが、世界の全て―。」2005年5月15日発売[24]、ISBN 4-06-363530-9
    - 「豪華版」同日発売[25]、ISBN 4-06-364636-X

  11. 「曇らせはしない、その笑顔だけは」2005年8月13日発売[26]、ISBN 4-06-363563-5
    - 「豪華版」2005年8月14日発売[27]、ISBN 4-06-364640-8

  12. 「生きる事に、背を向けるな。」2005年10月15日発売[28]、ISBN 4-06-363586-4
    - 「豪華版」2005年10月16日発売[29]、ISBN 4-06-364649-1

  13. 「忘れ得ぬ、出会いがある」2006年2月15日発売[30]、ISBN 4-06-363620-8
    - 「豪華版」2006年2月16日発売[31]、ISBN 4-06-364656-4

  14. 「熱き想い、我が力となれ！」2006年4月17日発売[32]、ISBN 4-06-363655-0
    - 「豪華版」2006年4月16日発売[33]、ISBN 4-06-364659-9

  15. 「走れ！前だけを見て!!」2006年7月14日発売[34]、ISBN 4-06-363691-7
    - 「豪華版」同日発売[35]、ISBN 4-06-364662-9

  16. 「戦おう、己の全てを賭けて。」2006年9月15日発売[36]、ISBN 4-06-363716-6
    - 「豪華版」同日発売[37]、ISBN 4-06-364667-X

  17. 「いつか必ず、巡り会える。」2006年11月17日発売[38]、ISBN 4-06-363744-1
    - 「豪華版」同日発売[39]、ISBN 4-06-364677-7

  18. 「立ち上げれ。もう一度だけ」2007年3月16日発売[40]、ISBN 978-4-06-363790-8
    - 「豪華版」同日発売[41]、ISBN 978-4-06-364680-1

  19. 「孤独という名の、鎖を砕け！」2007年6月15日発売[42]、ISBN 978-4-06-363837-0
    - 「豪華版」同日発売[43]、ISBN 978-4-06-364696-2

  20. 「友を、己を、信じ続けろ！」2007年8月17日発売[44]、ISBN 978-4-06-363864-6
    - 「豪華版」同日発売[45]、ISBN 978-4-06-364701-3

  21. 「その絆が、力を呼ぶ！」2007年11月16日発売[46]、ISBN 978-4-06-363877-6
    - 「豪華版」2007年11月16日発売[47]、ISBN 978-4-06-364705-1
    - 「初回限定版」2007年11月14日発売[48]、ISBN 978-4-06-936540-9

  22. 「真の己を、貫くために！」2008年1月17日発売[49]、ISBN 978-406-363878-3
    - 「豪華版」2008年1月17日発売[50]、ISBN 978-4-06-364711-2
    - 「初回限定版」2008年1月11日発売[51]、ISBN 978-4-06-936541-6

  23. 「行こう、一番大事な人の元へ」2008年3月17日発売[52]、ISBN 978-4-06-363879-0
    - 「豪華版」2008年3月16日発売[53]、ISBN 978-4-06-364712-9
    - 「初回限定版」2008年3月13日発売[54]、ISBN 978-4-06-936542-3

  24. 「行こう、君の声がする世界に」2008年7月17日発売[55]、ISBN 978-4-06-384008-7
    - 「豪華版」同日発売[56]、ISBN 978-4-06-364721-1

  25. 「その絆こそ、最強の力！」2008年11月17日発売[57]、ISBN 978-4-06-384060-5
    - 「豪華版」2008年11月16日発売[58]、ISBN 978-4-06-364738-9

  26. 「離れていても、想いは一つ―」2009年3月17日発売[59]、ISBN 978-4-06-384108-4
    - 「豪華版」2009年3月15日発売[60]、ISBN 978-4-06-364753-2
    - 「初回限定版」、ISBN 978-4-06-937288-9

  27. 「愛する者達、全てのために。」2009年5月15日発売[61]、ISBN 978-4-06-384134-3
    - 「豪華版」同日発売[62]、ISBN 978-4-06-364760-0
    - 「初回限定版」、ISBN 978-4-06-937289-6

  28. 「次の世界へ 歩き出せ！」2009年11月17日発売[63]、ISBN 978-4-06-384206-7
    - 「豪華版」2009年11月15日発売[64]、 ISBN 978-4-06-364797-6

#### ガイドブック
- 『ツバサ CARACTere GuiDE』2005年4月15日発売[65]、ISBN 4-06-372001-2
- 『ツバサ CARACTere GuiDE 2』2006年10月17日発売[66]、ISBN 4-06-372216-3
- 『ツバサ CARACTere CHRoNiCLE』2016年12月2日発売[67]、ISBN 978-4-06-393128-0
- 『ツバサ SToRy CHRoNiCLE』2016年12月31日発売[68]、ISBN 978-4-06-393130-3

#### ファンブック
- 『TV ANIMATION ツバサ・クロニクル OFFICIAL FANBOOK』2005年5月17日発売[69]、ISBN 4-06-372011-X
- 『TV ANIMATION ツバサ・クロニクル BEST SELECTION』2005年5月17日発売[70]、ISBN 4-06-372138-8
- 『TV ANIMATION ツバサ・クロニクル 2nd SEASON OFFICIAL FANBOOK』2006年6月16日発売[71]、ISBN 4-06-372161-2

#### 原画集
- 『ツバサ原画集-ALBuM De REProDUCTioNS-』2007年4月18日[72]、ISBN 978-4-06-364686-3
- 『ツバサ原画集-ALBuM De REProDUCTioNS-2』2009年11月15日[73]、ISBN 978-4-06-364798-3
- 『ツバサ ILLuSTRaTION CHRoNiCLE』2016年12月2日[74]、ISBN 978-4-06-393129-7

### 海外での発売
本作は英語・フランス語・ドイツ語・スペイン語・中国語・韓国語などの諸外国語に翻訳され、世界各国で発売されている。
海外での出版社
- アメリカ合衆国：デル・レイ（Del Rey Manga）
- カナダ：英語版- デル・レイ（Del Rey Manga）／フランス語版- ピカ・エディション（PiKa Édition）
- メキシコ：エディトーリアル・ビド（Editorial Vid）
- 韓国：鶴山文化社（HAKSAN Publishing）
- 台湾：東立出版社（豪華版も刊行）
- 香港：東立出版社（豪華版も刊行）
- シンガポール：チャン・イー（Chuang Yi／創芸）（英語版と中国語版を刊行。）
- タイ：ウィブーンキッド・パブリッシング（Vibulkij Publishing）
- マレーシア：アレナ・コミック（Arena Komik）
- インドネシア：エレックス・メディア（Elex Media Komputindo）
- イギリス：ランダムハウス（Random House）（タノシミ（Tanoshimi）というレーベルで発売）
- アイルランド：ランダムハウス（Random House）（タノシミ（Tanoshimi）というレーベルで発売）
- フランス：ピカ・エディション（PiKa Édition）
- イタリア：スター・コミックス（Star Comics）
- スペイン：ノルマ・エディトーリアル（Norma Editorial）
- ドイツ：エグモント（Egmont Manga & Anime）
- ポルトガル：JBC出版社（Editora JBC）
- ブラジル：JBC出版社（Editora JBC）

## テレビアニメ
『ツバサ・クロニクル』のタイトルで、NHK教育テレビで2005年4月9日から同年10月15日まで第1シリーズを、2006年4月29日から同年11月4日まで第2シリーズが放送された。スターシステムにより登場のキャラクターは基本的に声優が原典から変更されている。結末は原作とは異なり、飲酒や賭博のシーンもない。全52話。地上デジタル放送では16:9、地上アナログ放送ではクリッピングされた4:3で放送された。
2007年5月5日の第2シリーズ再放送終了をもって放送を終了したが、「東京編」と「日本国編」がオリジナルアニメーションDVD化されている。詳細はオリジナルアニメーションDVDの項を参照。
音楽は梶浦由記が担当。本作で使用された楽曲の中には、同じくNHKの『歴史秘話ヒストリア』で使用されているものもある(『Hear Our Prayer』など)。

### スタッフ
- 原作 - CLAMP
- 監督
  - 真下耕一
  - モリヲカヒロシ（第1シリーズでは監督補）
- 脚本 - 川崎ヒロユキ
- キャラクターデザイン - 芝美奈子
- 美術監督 - 渡辺紳
- 色彩設計 - 小島真喜子
- 撮影監督
  - 鎌田克明（第1シリーズ）
  - 五十嵐慎一（第2シリーズ）

- 編集 - 黒澤雅之
- ビデオ編集 - キュー・テック
- 現像 - IMAGICA
- 音楽 - 梶浦由記
- 音響監督 - なかのとおる
- 制作統括
  - 沢田昇、松本寿子（第1シリーズ）
  - 冨永慎一、市谷壮（第2シリーズ）
- アニメーション制作 - ビィートレイン
- 共同制作 - NHKエンタープライズ
- 制作・著作 - NHK

### 主題歌
| シリーズ           | 曲名                                  | 歌手                                    | 作詞     | 作曲       | 編曲     |
| ------------------ | ------------------------------------- | --------------------------------------- | -------- | ---------- | -------- |
| オープニングテーマ |                                       |                                         |          |            |          |
| 第1期              | BLAZE                                 | キンヤ                                  | キンヤ   | NIEVE      | HΛL      |
| 第2期              | IT'S                                  | キンヤ                                  | 野口圭   | 酒井ミキオ | 秋山誠司 |
| エンディングテーマ |                                       |                                         |          |            |          |
| 第1期              | ループ                                | 坂本真綾                                | h's      | h-wonder   | h-wonder |
| 第2期              | 風待ちジェット                        | 坂本真綾                                | 坂本真綾 | 鈴木祥子   | 飯田高広 |
| 挿入歌             |                                       |                                         |          |            |          |
| 第1期              | a song of storm and fire              | 伊東恵里                                | 梶浦由記 | 梶浦由記   | 梶浦由記 |
| 第1期              | endlessly                             | 伊東恵里                                | 梶浦由記 | 梶浦由記   | 梶浦由記 |
| 第1期              | I talk to the rain                    | 伊東恵里                                | 梶浦由記 | 梶浦由記   | 梶浦由記 |
| 第1期              | ship of fools                         | 伊東恵里                                | 梶浦由記 | 梶浦由記   | 梶浦由記 |
| 第1期              | tsubasa                               | FictionJunction KAORI                   | 梶浦由記 | 梶浦由記   | 梶浦由記 |
| 第1期              | voices silently sing                  | 伊東恵里                                | 梶浦由記 | 梶浦由記   | 梶浦由記 |
| 第1期              | you are my love                       | 伊東恵里（英語版） 牧野由依（日本語版） | 梶浦由記 | 梶浦由記   | 梶浦由記 |
| 第1期              | ユメノツバサ                          | 牧野由依                                | 梶浦由記 | 梶浦由記   | 梶浦由記 |
| 第1期              | 風の街へ                              | FictionJunction KEIKO                   | 梶浦由記 | 梶浦由記   | 梶浦由記 |
| 第2期              | aikoi                                 | FictionJunction YUUKA                   | 梶浦由記 | 梶浦由記   | 梶浦由記 |
| 第2期              | dream scape                           | FictionJunction KAORI                   | 梶浦由記 | 梶浦由記   | 梶浦由記 |
| 第2期              | moebius                               | 伊東恵里                                | 梶浦由記 | 梶浦由記   | 梶浦由記 |
| 第2期              | once upon a time there was you and me | 伊東恵里                                | 梶浦由記 | 梶浦由記   | 梶浦由記 |
| 第2期              | optimistic                            | 伊東恵里                                | 梶浦由記 | 梶浦由記   | 梶浦由記 |
| 第2期              | prove yourself                        | 伊東恵里                                | 梶浦由記 | 梶浦由記   | 梶浦由記 |
| 第2期              | requiem for the evil                  | 伊東恵里                                | 梶浦由記 | 梶浦由記   | 梶浦由記 |
| 第2期              | ring your song                        | 伊東恵里                                | 梶浦由記 | 梶浦由記   | 梶浦由記 |
| 第2期              | sacrifice                             | 伊東恵里                                | 梶浦由記 | 梶浦由記   | 梶浦由記 |
| 第2期              | siren song                            | 伊東恵里                                | 梶浦由記 | 梶浦由記   | 梶浦由記 |
| 第2期              | スピカ                                | 坂本真綾                                | 坂本真綾 | h-wonder   | h-wonder |
| 第2期              | つきのしじま                          | 牧野由依                                | 梶浦由記 | 梶浦由記   | 梶浦由記 |

### 各話リスト
| 話数        | サブタイトル       | 絵コンテ                | 演出              | 作画監督                     | 放送日         |             |
| 第1シリーズ | 第1シリーズ        | 第1シリーズ             | 第1シリーズ       | 第1シリーズ                  | 第1シリーズ    | 第1シリーズ |
| ----------- | ------------------ | ----------------------- | ----------------- | ---------------------------- | -------------- | ----------- |
| 1           | 必然のデアイ       | 守岡博                  | 守岡博            | 芝美奈子                     | 2005年 4月9日  |             |
| 2           | 戦うチカラ         | 澤井幸次 真下耕一       | 黒澤雅之          | 門智昭                       | 4月16日        |             |
| 3           | 破魔のカタナ       | 澤井幸次 真下耕一       | 川面真也          | 番由紀子                     | 4月23日        |             |
| 4           | 汚れなき放浪       | 黒川智之                | 黒川智之          | 竹上貴雄                     | 4月30日        |             |
| 5           | 魔術師のバトル     | 黒澤雅之                | 有江勇樹 渡辺正樹 | 樋口香里                     | 5月7日         |             |
| 6           | 泣かないナミダ     | 澤井幸次 真下耕一       | 守岡博            | 門智昭                       | 5月14日        |             |
| 7           | 砕けたカタミ       | 川面真也                | 川面真也          | 番由紀子                     | 5月21日        |             |
| 8           | 神の愛娘           | 黒川智之                | 黒川智之          | 芝美奈子                     | 5月28日        |             |
| 9           | 妖しきオンナ       | 澤井幸次                | 渡辺正樹          | 竹上貴雄                     | 6月4日         |             |
| 10          | 別離のカガミ       | 有江勇樹                | 守岡博            | 杉光登                       | 6月11日        |             |
| 11          | 選ばれたアシタ     | 川面真也                | 川面真也          | 後藤潤二                     | 6月18日        |             |
| 12          | 暖かなエガオ       | 澤井幸次                | 黒川智之          | 山下喜光                     | 6月25日        |             |
| 13          | まぼろしのオトギ   | 黒川智之                | 渡辺正樹          | 番由紀子                     | 7月2日         |             |
| 14          | 真実のレキシ       | 黒澤雅之 有江勇樹       | 黒川智之          | 竹上貴雄                     | 7月9日         |             |
| 15          | 信じるココロ       | 澤井幸次                | 守岡博            | 窪敏                         | 7月16日        |             |
| 16          | 強さと優しさ       | 川面真也                | 川面真也          | 芝美奈子                     | 7月23日        |             |
| 17          | 桜の国のカフェ     | 守岡博                  | 渡辺正樹          | 後藤潤二                     | 7月30日        |             |
| 18          | にゃんことワンコ   | 黒川智之                | 黒川智之          | 杉光登                       | 8月20日        |             |
| 19          | 生きるカクゴ       | 澤井幸次                | 守岡博            | 山下喜光                     | 8月27日        |             |
| 20          | 午後のピアノ       | 川面真也                | 清水久敏          | 竹上貴雄 加藤久美子 本多恵美 | 9月3日         |             |
| 21          | 鬼児のスガオ       | 澤井幸次                | 渡辺正樹          | 後藤潤二                     | 9月10日        |             |
| 22          | 消せないキオク     | 澤井幸次                | 黒川智之          | 窪敏                         | 9月17日        |             |
| 23          | 消えゆくイノチ     | 守岡博                  | 守岡博            | 竹上貴雄                     | 9月24日        |             |
| 24          | 死闘のヤイバ       | 澤井幸次                | 川面真也 清水久敏 | 山下喜光                     | 10月1日        |             |
| 25          | 究極のゲーム       | 守岡博                  | 守岡博            | 後藤潤二                     | 10月8日        |             |
| 26          | 最後の願い         | 黒川智之                | 黒川智之          | 芝美奈子                     | 10月15日       |             |
| 第2シリーズ |                    |                         |                   |                              |                |             |
| 1           | 危険なレース       | モリヲカヒロシ          | モリヲカヒロシ    | 芝美奈子                     | 2006年 4月29日 |             |
| 2           | 三つのバッジ       | 澤井幸次                | 太田知章          | 趙俊映                       | 5月6日         |             |
| 3           | 栄光のゴール       | 澤井幸次                | 佐藤清光          | 毬雄一                       | 5月13日        |             |
| 4           | 哀しいキセキ       | 太田知章 モリヲカヒロシ | 太田知章          | 山下喜光                     | 5月20日        |             |
| 5           | 少年のケツイ       | 有江勇樹                | 川面真也          | 佐々木睦美                   | 5月27日        |             |
| 6           | 魔術師とデート     | 黒澤雅之                | 原田奈奈          | 芝美奈子                     | 6月3日         |             |
| 7           | 阿修羅のイワレ     | 山本秀世                | 岡村正弘          | 山沢実                       | 6月10日        |             |
| 8           | 終わりなきイクサ   | 川面真也                | 太田知章          | 毬雄一                       | 6月17日        |             |
| 9           | ふたつのキオク     | 川面真也                | 佐藤清光          | 芝美奈子                     | 6月24日        |             |
| 10          | 時をこえるオモイ   | 山本秀世                | 原田奈奈          | 宮前真一                     | 7月1日         |             |
| 11          | おえかきモコナ     | 黒川智之                | 黒川智之          | 山下喜光                     | 7月8日         |             |
| 12          | 危険なロード       | 川面真也                | 太田知章          | 佐々木睦美                   | 7月15日        |             |
| 13          | 始まりのワカレ     | 川面真也                | 太田知章 川面真也 | 毬雄一 北原サトシ            | 7月22日        |             |
| 14          | 黒き鋼             | 山本秀世                | 原田奈奈          | 芝美奈子                     | 7月29日        |             |
| 15          | 図書館のヒミツ     | 石平信司                | 佐藤清光          | 山下喜光                     | 8月5日         |             |
| 16          | 望郷のカナタ       | 太田知章                | 太田知章          | 佐々木睦美                   | 8月26日        |             |
| 17          | 五つ目のチカイ     | モリヲカヒロシ 川面真也 | 川面真也          | 毬雄一 北原サトシ            | 9月2日         |             |
| 18          | ケロちゃんとモコナ | 山本秀世                | 原田奈奈          | 宮前真一                     | 9月9日         |             |
| 19          | 二度目のクナン     | 葛谷直行                | 筑紫大介          | 佐々木睦美                   | 9月16日        |             |
| 20          | 秘術のゴクイ       | 葛谷直行                | 太田知章          | 山下喜光                     | 9月23日        |             |
| 21          | はたらくサクラ     | 石平信司                | 佐藤清光          | 高橋敦子                     | 9月30日        |             |
| 22          | 羽王カオス         | 川面真也                | 原田奈奈          | 毬雄一 北原サトシ            | 10月7日        |             |
| 23          | 歪んだネガイ       | 山本秀世                | 川面真也          | 佐々木睦美                   | 10月14日       |             |
| 24          | 決意のナカマ       | モリヲカヒロシ 太田知章 | 太田知章          | 毬雄一 北原サトシ            | 10月21日       |             |
| 25          | 凍てつくミタマ     | 川面真也                | 川面真也          | 山下喜光                     | 10月28日       |             |
| 26          | 明日へのツバサ     | モリヲカヒロシ          | モリヲカヒロシ    | 芝美奈子                     | 11月4日        |             |

### 放送局
| 放送地域 | 放送局        | 放送期間                | 放送日時                 | 備考                          |
| -------- | ------------- | ----------------------- | ------------------------ | ----------------------------- |
| 日本全域 | NHK教育テレビ | 2005年4月9日 - 10月15日 | 土曜 18時30分 - 18時55分 | 第1シリーズ                   |
| 日本全域 | NHK教育テレビ | 2006年4月29日 - 11月4日 | 土曜 18時25分 - 18時50分 | 第2シリーズ                   |
| 日本全域 | NHK BS2       | 2010年4月4日 - 7月4日   | 日曜 23時25分 - 23時50分 | 第2シリーズ 衛星アニメ劇場 枠 |

| NHK教育 土曜 18:30 - 18:55枠                                     | NHK教育 土曜 18:30 - 18:55枠       | NHK教育 土曜 18:30 - 18:55枠                      |
| 前番組                                                           | 番組名                             | 次番組                                            |
| ---------------------------------------------------------------- | ---------------------------------- | ------------------------------------------------- |
| カードキャプターさくら （再放送）                                | ツバサ・クロニクル （第1シリーズ） | ツバサ・クロニクル （第2シリーズ） ※18:25 - 18:50 |
| NHK教育 土曜 18:25 - 18:50枠                                     |                                    |                                                   |
| ツバサ・クロニクル （第1シリーズ） ※18:30 - 18:55                | ツバサ・クロニクル （第2シリーズ） | 電脳コイル ※18:30 - 18:55                         |
| NHK BS2 衛星アニメ劇場 日曜 23:25 - 23:50枠                      |                                    |                                                   |
| スター・ウォーズ/クローン・ウォーズ （シーズン1） ※23:29 - 23:54 | ツバサ・クロニクル （第2シリーズ） | 人造人間キカイダー THE ANIMATION                  |

### 関連商品
CD
- オリジナルサウンドトラック「Future Soundscape I」＜2005年7月6日／VICL-61661（通常盤）VIZL-137（限定盤）＞
- オリジナルサウンドトラック「Future Soundscape II」＜2005年9月22日／VICL-61662（通常盤）VIZL-145（限定盤）＞
- オリジナルサウンドトラック「Future Soundscape III」＜2006年7月5日／VICL-61966（通常盤）VIZL-189（限定盤）＞
- オリジナルサウンドトラック「Future Soundscape IV」＜2006年9月21日／VICL-62084（通常盤）VIZL-203（限定盤）＞
- ドラマ＆キャラソンアルバム「王宮のマチネ Chapter1 〜水上都市コラル〜」＜2005年12月16日／VICL-61794＞
- ドラマ＆キャラソンアルバム「王宮のマチネ Chapter2 〜ありえないゴール〜」＜2006年2月1日／VICL-61851＞
- ドラマ＆キャラソンアルバム「王宮のマチネ Chapter3 〜言えないセリフ〜」＜2006年3月24日／VICL-61897＞
- ベスト・ボーカル・コレクション＜2006年12月20日／VICL-62166＞

全てビクターエンタテインメントより発売。 曲目などの詳細はVictor Animation Network【m-serve】 DISCOGRAPHY ツバサ・クロニクルを参照。
DVD
- 「ツバサ・クロニクル I」（2005年8月26日）
- 「ツバサ・クロニクル II」（2005年9月23日）
- 「ツバサ・クロニクル III」（2005年10月28日）
- 「ツバサ・クロニクル IV」（2005年11月25日）
- 「ツバサ・クロニクル V」（2005年12月23日）
- 「ツバサ・クロニクル VI」（2006年1月27日）
- 「ツバサ・クロニクル VII」（2006年2月24日）

- 「ツバサ・クロニクル 第2シリーズ I」（2006年8月25日）
- 「ツバサ・クロニクル 第2シリーズ II」（2006年9月22日）
- 「ツバサ・クロニクル 第2シリーズ III」（2006年10月27日）
- 「ツバサ・クロニクル 第2シリーズ IV」（2006年11月24日）
- 「ツバサ・クロニクル 第2シリーズ V」（2006年12月22日）
- 「ツバサ・クロニクル 第2シリーズ VI」（2007年1月26日）
- 「ツバサ・クロニクル 第2シリーズ VII」（2007年2月23日）

全てバンダイビジュアルより発売。
書籍
- 「TV ANIMATION ツバサ・クロニクル OFFICIAL FANBOOK」（ISBN 978-4-06-372011-2、2005年5月17日）
- 「TV ANIMATION ツバサ・クロニクル BEST SELECTION」（ISBN 978-4-06-372138-6、2006年4月17日）
- 「TV ANIMATION ツバサ・クロニクル 2nd SEASON OFFICIAL FANBOOK」（ISBN 978-4-06-372161-4、2006年6月16日）

全て講談社より発売。
ゲーム

- 「ツバサクロニクル」（DS） 2005年10月27日発売
- 「ツバサクロニクル Vol.2」（DS） 2006年4月20日発売

全てアリカより発売。アニメの世界を主人公サイドから追体験するゲームである。戦闘パートが存在し、カードで戦略を決定する。選択や戦闘次第でアニメ版と異なる展開に変化する事もある。

## 映画
『劇場版ツバサ・クロニクル 鳥カゴの国の姫君』のタイトルで2005年8月20日に公開された。『劇場版xxxHOLiC 真夏ノ夜ノ夢』と同時上映。後に単品でDVD化され、レンタル版も存在する。
物語は劇場版だけの完全オリジナルである。
劇場版のコンセプトは「シンプルであること」。悪役は悪役らしく描き、悪を倒して国に平和がやってくるというコンセプトである。衣装は沖縄の民族衣装をイメージしており、味方は朱色、敵は青色と分けている。

### スタッフ（映画）
- 監督 - 川崎逸朗
- 脚本 - 後藤みどり、藤咲淳一、川崎逸朗
- キャラクターデザイン - 菊池洋子
- 作画監督 - 菊地洋子、浅野恭司
- 舞台設計 - 宮沢康紀
- プロップデザイン - 白石亜由美
- 色彩設計 - 広瀬いづみ
- 美術監督 - 篠原理子

- 美術設定 - 平沢晃弘
- 美術監修 - 加藤浩
- 撮影監督 - 佐久間未希
- 編集 - 濱宇津妙子
- ビデオ編集 - キュー・テック
- 現像 - IMAGICA
- 音楽 - 梶浦由記
- 音響監督 - 若林和弘
- プロデューサー - 岩崎善浩、森田浩章、中武哲也、白濱なつみ、堂下律明、渡辺哲也、松本寿子、鹿野郁子
- アニメーション制作 - Production I.G
- 製作 - 松竹、講談社、Production I.G、日本出版販売、ムービック、電通、NHKエンタープライズ、パイロテクニスト
- 配給 - 松竹

### 主題歌（映画）
オープニング「aerial」
作詞・歌 - キンヤ / 作曲 - HΛL
エンディング「アムリタ」
作詞・作曲 - かの香織 / 歌 - 牧野由依

### 関連商品（映画）
DVDが2006年2月25日に松竹より発売された。

## オリジナルアニメーションDVD

### ツバサ TOKYO REVELATIONS
単行本第21巻、第22巻、第23巻の初回限定版に同梱されて発売された「東京編」のオリジナルアニメーションDVD（略称・OAD）。
「Revelations」は英語で「黙示録」「秘密の暴露」「意外な新事実」の意味。
登場人物のキャストや一部のBGMはテレビアニメ版と同じであるが、制作はProduction I.Gが担当している。内容は東京編のみで、テレビアニメ版とは繋がっていない（※『X』の世界）。舞台となる世界についてはツバサ-RESERVoir CHRoNiCLE-の登場人物#東京（砂の国）を参照。
スタッフ（OAD 1）
- 原作 - CLAMP
- 監督 - 多田俊介
- 脚本 - 大川緋芭（CLAMP）
- キャラクターデザイン - 菊地洋子
- プロップデザイン - 秋川一則
- モンスターデザイン - 佐々木啓悟
- 色彩設計 - 津守裕子
- 美術監督 - 野村正信

- 美術設定 - 藤瀬智康
- 美術 - 美峰
- 撮影監督 - 田中宏侍
- 3D監督 - 遠藤誠
- 音楽 - 梶浦由記
- 音響監督 - 三間雅文
- 音響制作 - テクノサウンド
- アニメーション制作 - Production I.G

主題歌（OAD 1）
オープニングテーマ「synchronicity」
作詞・作曲・編曲 - 梶浦由記 / 歌 - 牧野由依
エンディングテーマ「さいごの果実」
作詞・歌 - 坂本真綾 / 作曲 - 鈴木祥子 / 編曲 - 斉藤ネコ

### ツバサ 春雷記
第26巻と第27巻の初回限定版に同梱されて発売された前後編OAD。副題は"春雷記（しゅんらいき）"。
アニメーション製作はProduction I.G。
スタッフ（OAD 2）
- 原作 - CLAMP
- 企画 - 入江祥雄、清水保雅
- 監督 - 多田俊介
- シリーズ構成 - 大川七瀬（CLAMP）
- キャラクターデザイン - 菊地洋子
- プロップデザイン - 冨永拓生
- 色彩設計 - 津守裕子
- 美術監督 - 髙峯義人
- 美術デザイン - 藤瀬智康
- 撮影監督 - 田中宏侍

- 3D監督 - 遠藤誠
- 特殊効果 - 村上正博
- 編集 - 植松淳一
- 音楽 - 梶浦由記
- 音響監督 - 三間雅文
- 音楽プロデューサー - 福田正夫、野崎圭一
- プロデューサー - 松下卓也、菅原喜一郎
- アニメーションプロデューサー - 黒木るい
- アニメーション制作 - PRODUCTION I.G
- 製作 - 講談社

主題歌（OAD 2）
オープニングテーマ「SONIC BOOM」
作詞 - 坂本真綾 / 作曲・編曲 - 市川裕一 / 歌 - 坂本真綾
エンディングテーマ「記憶の森」
作詞・作曲・編曲 - 梶浦由記 / 歌・演奏 - FictionJunction

## ドラマCD
- 私立堀鐔学園
  - 『XXXHOLiC』とのコラボレーションによるドラマCD。両作の主立ったキャラはほとんど登場する平和な学園物語。